# Opuchliki (stacja kolejowa)
Opuchliki (ros. Опухлики) – stacja kolejowa w miejscowości Opuchliki, w rejonie newelskim, w obwodzie pskowskim, w Rosji. Położona jest na linii Wielkie Łuki - Newel.

## Historia
Stacja powstała w czasach carskich na linii bołogojsko-siedleckiej pomiędzy stacjami Czernoziem i Newel.